# 5 Arthurlie Avenue
Unter der Adresse 5 Arthurlie Avenue in der schottischen Stadt Barrhead befindet sich eine Villa. Das Gebäude liegt in einem Wohngebiet im Stadtzentrum abseits der Hauptstraße. 2010 wurde die Villa in die schottischen Denkmallisten in der Kategorie C aufgenommen.

## Geschichte
Bauherr der Villa war ein Dr. Calderwood, der als Arzt und Chirurg tätig war. Mit der Planung war das Glasgower Architekturbüro Honeyman and Keppie betraut. Seit 1891 war Charles Rennie Mackintosh für Honeyman and Keppie tätig und prägte den Stil zahlreicher Bauwerke. Inwiefern Mackintosh auch an der Planung von 5 Arthurlie Avenue beteiligt war, ist nicht geklärt. Der Bau wurde im Jahre 1899 begonnen und im darauffolgenden Jahr abgeschlossen. In den 1930er Jahren fertigte ein Student Zeichnungen der Villa für Honeyman and Keppie an. Bei den heute im Hunterian Museum in Glasgow archivierten Zeichnungen handelt es sich wahrscheinlich um Kopien dieser Unterlagen.

## Beschreibung
Die Villa ist im Stile der Glasgower Villen um die Jahrhundertwende gebaut. Das Gebäude besteht aus behauenem, rotem Sandstein und weist ein Zierband oberhalb des Erdgeschosses auf. Aus der asymmetrisch gestalteten Vorderfront des zweistöckigen Gebäudes tritt ein halbrunder Turm hervor, welcher das Treppenhaus beherbergt und mit einem schiefergedeckten halbkonischen Kegeldach abschließt. Links des Turms führen Stufen zu der erhöht gelegenen hölzernen Eingangstür, die durch Ecksteine abgesetzt ist. Im Innenraum sind Glasarbeiten mit floralen Motiven im Stile der Arts-and-Crafts-Bewegung zu finden.